# (3527) McCord
(3527) McCord (1985 GE1) – planetoida z pasa głównego asteroid okrążająca Słońce w ciągu 3,47 lat w średniej odległości 2,29 j.a. Odkrył ją Edward Bowell 15 kwietnia 1985 roku.